# 1897-es magyar atlétikai bajnokság
Az 1897-es magyar atlétikai bajnokságot – amely a 2. magyar bajnokság volt, újabb két versenyszámmal bővült ki, távolugrással és súlylökéssel.

## Eredmények

### Férfiak
| Versenyszám | Arany                        | Arany   | Ezüst                                | Ezüst   | Bronz                             | Bronz  |
| ----------- | ---------------------------- | ------- | ------------------------------------ | ------- | --------------------------------- | ------ |
| 100 yard    | Koppán Pál MUE               | 10,4    | Gerentsér László Magyar AC           |         | Speidl Zoltán MUE                 |        |
| 1 mérföld   | Bohumil Rudl AC Sparta Praha | 4:53,0  | František Hron AC Trojlístek Praha   |         | Nuber Gusztáv Magyar AC           |        |
| távolugrás  | Zachár István Magyar AC      | 559 cm  | Schubert Ernő MUE                    | 556 cm  | Tomcsányi Mór Magyar AC           | 538 cm |
| súlylökés   | Réthy Pál Magyar AC          | 10,86 m | Szilágyi Gyula Hódmezővásárhelyi TVE | 10,37 m | Gaál Dániel Hódmezővásárhelyi TVE | 9,83 m |